# Рудковецьке городище
Рудковéцьке городи́ще  — городище чорноліського типу (VIII–VII століття до нашої ери) на Середньому Подністров'ї . Фортифікації городища займають стрімкий схил долини р. Матірки і плато над Дністром в межах с. Рудківці Новоушицького району Хмельницької області. Досліджувалось з 1972 по 1980 рр. науковцями і студентами Кам'янець-Подільського педагогічного інституту під керівництвом І. С. Винокура. Городище було одним із потужних адміністративних, соціально-економічних і культурних центрів регіону. Матеріальна  культура  городища  представлена залишками житлових будівель з глинобитними печами, знаряддями праці із заліза, кістки та каменю, багатим набором керамічного посуду.
На городище в с. Рудківці у 2010 р. виготовлено охоронну технічну документацію (з паспортом) і його межі винесені на місцевості.

## Історія дослідження
Перший опис Рудковецького городища навів Ю. Сіцінський.
Розкопки городища проводилися з 1972 по 1980 рр. студентами Кам'янець-Подільського педагогічного інституту під керівництвом І. С. Винокура. Всього закладено 20 розкопів площею понад 3700 кв.м..

## Загальна характеристика пам'ятки
Рудковецьке городище, що репрезентує пізній етап чорноліської культури (VIII-VII ст. до н.е.), віднесене до чорнолісько-жаботинського типу. Його археологічний матеріал характеризує середньодністровський варіант цієї культури, і в його керамічному комплексі своєрідно поєднуються елементи чорноліської та фракійської культур.
Городище було могутньою фортецею у вигляді складної системи дерево-земляних, з використанням каміння, валів. Вал з ровом і зараз в окремих місцях досягають 8-9 м. В системі рудковецьких фортифікацій важливу роль відігравали два курганоподібні підвищення т.зв. «Щовби», розміщені на домінантних точках рельєфу.
Розкопки городища показали, що його захисні споруди неодноразово руйнувалися і горіли, а потім знову відновлювались. Вагомим підсумком результатів дослідження даної пам’ятки є висновок про те, що вона загинула внаслідок нападу скіфської раті в середині VII ст. до н.е., про що засвідчили знахідки  бронзових  асиметрично-ромбічних наконечників стріл, які вважаються своєрідними  візитними картками скіфів найбільш раннього періоду їхньої історії.
На городищі в межах тераси Маціорської долини (р. Матірки) розкопками відкрито близько 40 жител, ряд господарських споруд і ям. Переважали наземні житла-мазанки прямокутної форми. Одне з досліджених  мало розміри 8×5 м, ділилося перегородкою на дві частини, в одній з яких була кам’яна пічка, розміром 1×0,7 м. Основою наземних житлових будівель слугувала дерев’яна каркасно-стовпова конструкція. Також було відкрито не типову для чорнолісців споруду, стіни якої були викладені з каменю.
| Вал, що розділяє Рудковецьке верхнє городище на дві частини — «цитадель» і «передмістя» | Верхній щовб на південно-східному куті горішнього городища | Культурний шар терасового (нижнього) городища | Кераміка терасового городища: кубки, уламок глиняного "хлібчика", глиняне грузило, черепок із характерним рисунком | Черепки гончарного посуду з Рудковецького терасового городища |

## Галерея

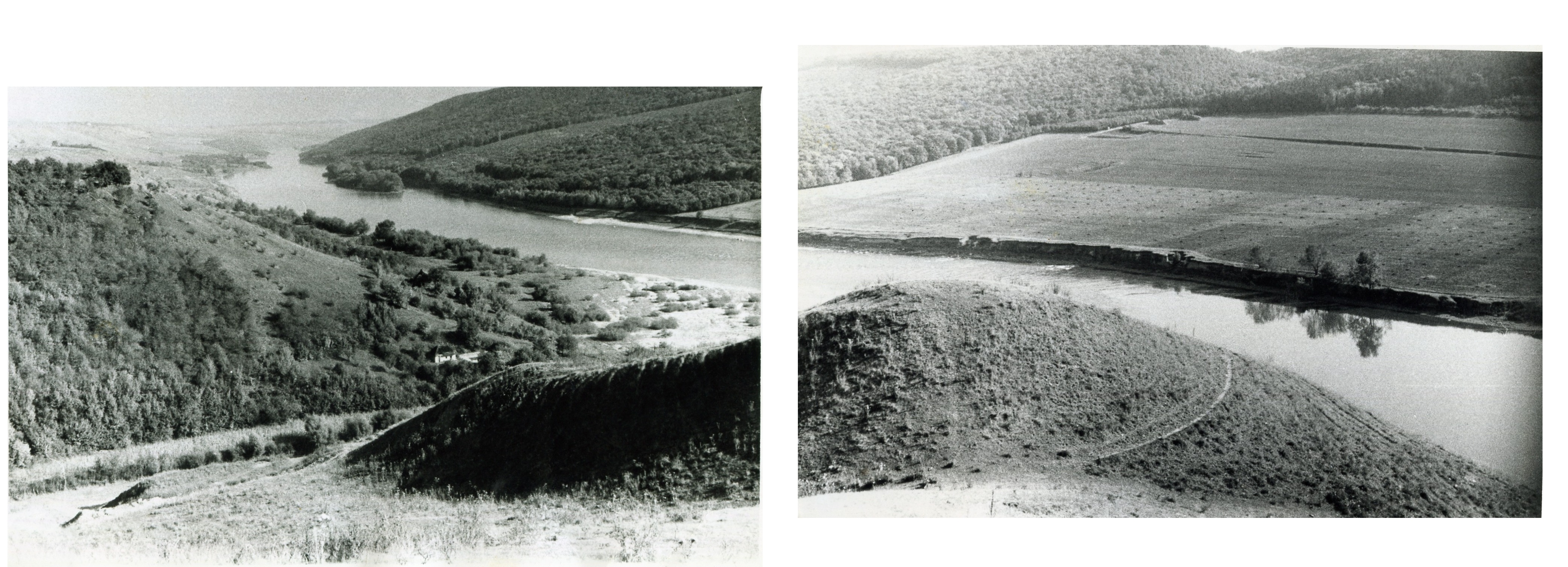
Городище на фото середини 70-х років ХХ ст.
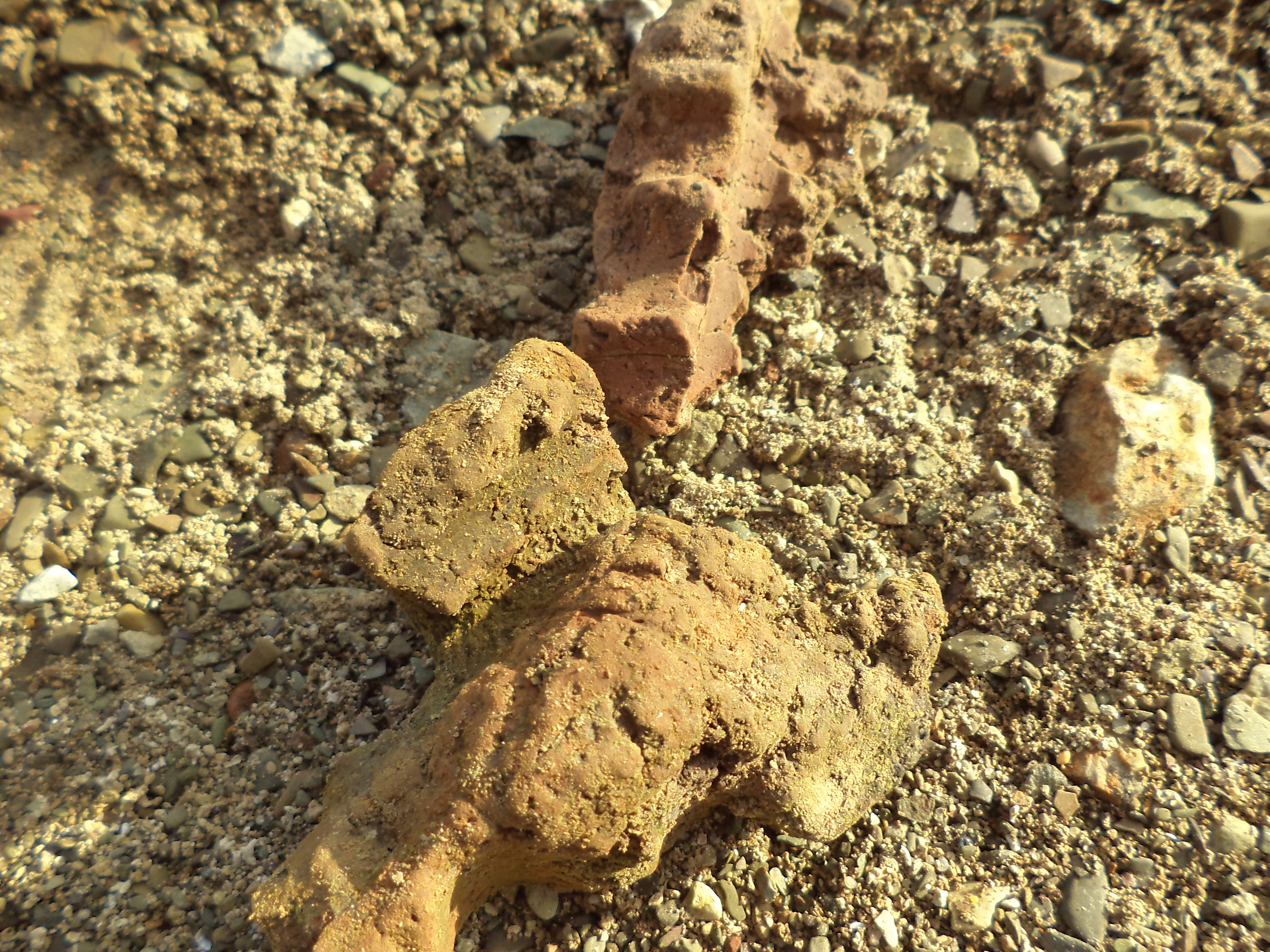
Відбитки дерева на обпаленій глині
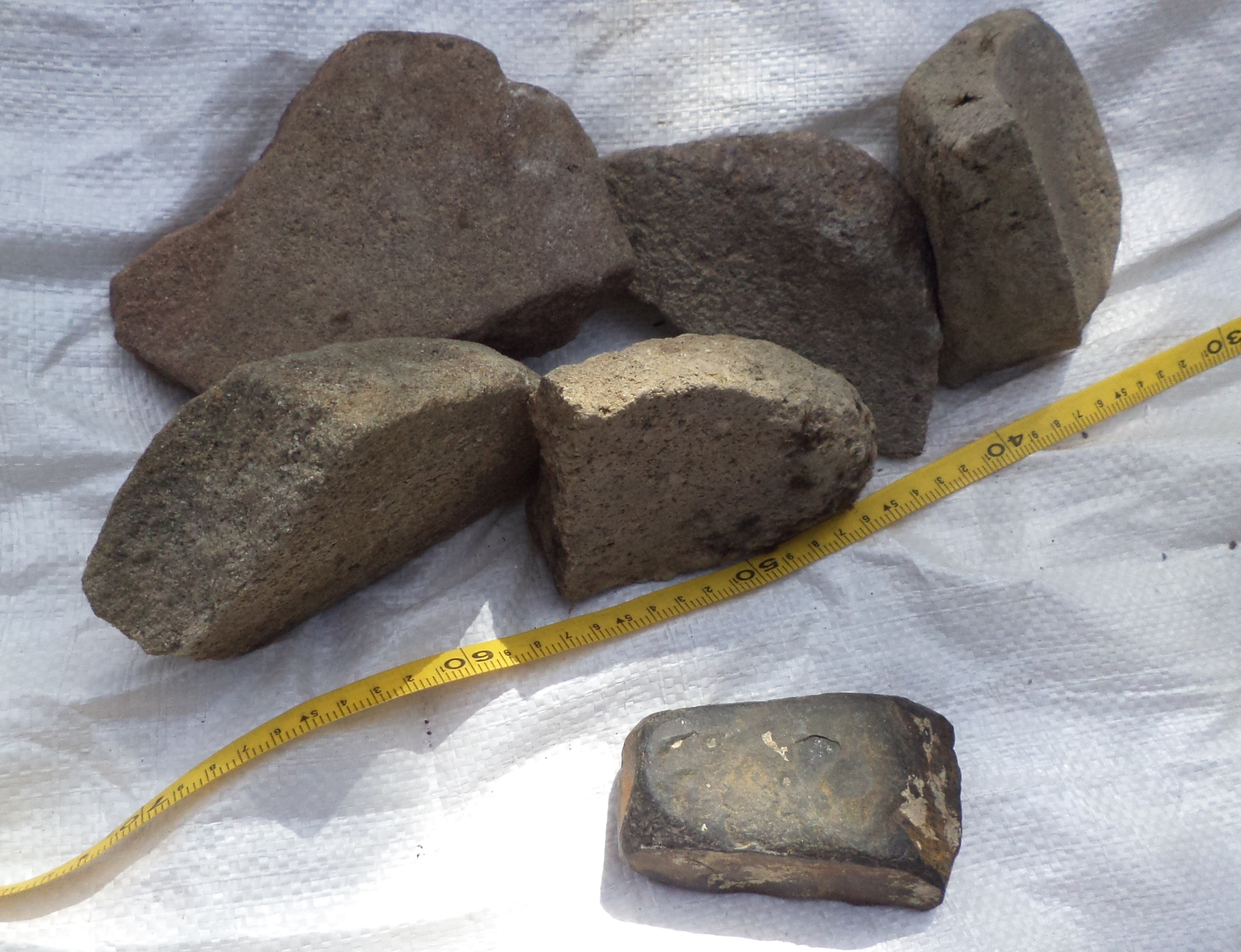
Аргілітова сокира і фрагменти зернотерток з пісковику

## Виноски
1. 1 2  Гуцал А.Ф. За азимутами археологічної карти Є. Сіцінського // Музейна справа на Поділлі: історія та сучасність. Зб. наук. пр. — Кам’янець-Подільський: ПП «Медобори-2006», 2015.  — С. 112.
2. ↑  Бондар С.О. З історії археологічних та пам'яткоохоронних досліджень замку Ракочі Хмельницької області [Архівовано 24 вересня 2015 у Wayback Machine.] // Методичні проблеми пам'яткоохоронних досліджень. Матеріали иіжнарод. наук. конф. 25-26 квітня 2013 року. Розд. 2. — С. 319.
3. ↑  Ю. Сицінський Археологическая карта Подольской губернии, 1901. Архів оригіналу за 8 квітня 2015. Процитовано 21 березня 2015.
4. ↑  Приходы и церкви Подольской епархии / Под ред. Е. Сецинского. — Каменец-Плодольск, 1901. С. 992.
5. ↑  Щегельський І. І. Техніка обробки керамічного посуду VII ст. до н. е. — II ст. н. е. в Середньому Подністров'ї // Археологія, 1986, вип. 54. — С. 18.
6. 1 2  Гуцал А.Ф. Житло на Поділлі у Х-VI ст. до Н.Е. // Наукові праці Кам’янець-Подільського державного університету: Історичні науки. – Кам’янець-Подільський: Оіюм, 2005. – Т.14. – С. 36-46.
7. ↑  Гуцал А.Ф. Про скіфську експансію на Поділля // Поділля і Південно-Східна Волинь в роки Визвольної війни середини XVII ст.:  Матеріали Всеукраїнської історико-краєзнавчої науково-практичної конференції, 19 вересня 1998 року / Інститут історії України  НАН України та ін. — Стара Синява: Поділля, 1998. — С. 152-154.
8. ↑  Фидельский С. Жилища Чернолесской культуры  Днестро-Днепровского  лесостепного междуречья  (типология и сравнительный анализ).